# Давенпорт (Айова)
Да́венпорт (англ. Davenport) — город на реке Миссисипи в округе Скотт, Айова, в центральной части США. Давенпорт является административным центром и самым большим городом округа Скотт. Согласно переписи населения США 2000 года в городе проживало 98 359 человек, по оценке на 2006 год население — 99 514. Давенпорт был основан 14 мая 1836 года и был назван в честь полковника Джорджа Давенпорта, друга основателя города, Антони Ле Клера.
Давенпорт — один из городов, составляющих вместе регион Четыре города.

## Экономика
Город является портом на реке Миссисипи.
Крупнейшей отраслью труда в Давенпорте является обрабатывающая промышленность, в которой насчитывается более 7600 рабочих мест. .
Развиты отрасли промышленности: чёрная металлургия, машиностроение (в том числе завод компании Deere & Company), пищевая промышленность.

## Бактаун
Восточная часть центра Давенпорта, исторически известная как Бактаун, была известна на рубеже XIX и XX веков своими барами, незаконно торгующими спиртными напитками (во время действия сухого закона), дансингами, немецкими музыкальными павильонами. В Бактауне были размещены, что подтверждено документально, 42 публичных дома в двух городских кварталах. Репутация Бактауна распространилась по всей Америке. О нём говорили как о «самом злачном городке Америки».
Однако также Бактаун был известен другой своей стороной. Мощное немецкое наследие живущих в нём людей формировало имидж Бактауна как культурного центра. Искусство, музыка были центром немецкого образа жизни.
В 1856 году был создан дэвенпортский немецкий оркестр Strasser Union Marching Band. И когда в 1916 г. основывался оркестр Tri City Symphony Orchestra, а он занимал 12-е место среди американских оркестров, то две трети его участников составили музыканты из Strasser Marching Band. Многие считают, что именно из него сформировался известный симфонический оркестр. Несомненным является то, что Дэвенпорт «был построен на искусствах». Ещё до того, как появились мощеные улицы и был проведен водопровод к городским домам, уже существовали оперные театры с сорокафутовыми куполообразными потолками. В этих театрах выступали чикагские труппы, которые добирались сюда верхом. Наиболее известным среди «оперных домов» был The Burtis Opera House. Этот театр до сих пор находится на прежнем месте в северной части района Бактаун. В Дэвенпорте располагалась первая в США муниципальная арт-галерея. Она была основана в 1925 г. немцем Чарльзом Фике. Сейчас она называется музеем искусств Figge. В Бактауне музицировали такие исполнители, как Луи Армстронг и Бикс Бэйдербек.
Известный сейчас Центр искусств Бактауна был сердцевиной жизни города. Он также известен под названиями Летний Сад и дансинг Брика Монро.

## Спорт и отдых
В Давенпорте более пятидесяти парков или рекреационных троп. Один из основных парков Давенпорта это - Кредитный остров , с площадью 450 акров (1,8 км2 ), расположенный на берегу реки Миссисипи. Парк Фейервари, в котором находится бассейн, ежегодно посещают более 20 000 посетителей. В парке Юнг находятся бейсбольные и софтбольные поля, место для пляжного волейбола и баскетбольные площадки.
Лейклер расположен прямо на берегу реки Миссисипи, парк проводит множество летних мероприятий, в том числе музыкальные фестивали и фестивали еды.